# Syndrome délétion 22q13.3
La délétion sur le locus q13.3 du chromosome 22 provoque chez l'être humain une affection, connue sous le nom du syndrome délétion 22q13.3, ou syndrome de Phelan-MacDermid.
Ce syndrome microdélétionnel associe :
- Une hypotonie néonatale ;
- Une croissance normale de l’enfant ou accélérée ;
- Un retard ou une absence d’acquisition du langage ;
- Un développement général retardé ;
- Des caractéristiques faciales mineures.

## Étiologie
- Délétion atteignant le locus q13.3 du chromosome 22. Cette délétion atteint le gène SHANK3 (en) 606230, responsable des déficits neurologiques de ce syndrome.

- La taille de la délétion va de 100 000 paires de base à 9 000 000 de paires de base. Il semble exister une faible corrélation entre la taille de la délétion et les signes cliniques.

## Incidence & prévalence
Incidence et prévalence inconnue en raison du caractère récent de ce syndrome dont l’étiologie a été mise récemment en évidence par les techniques génétiques avancées.

## Description
- Le visage peut présenter des signes mineurs, comme un allongement du crâne par rapport à la largeur, un front haut, un ptosis, de longs cils, un nez aplati avec une base large, un nez bulbeux, de grandes oreilles. Outre ces signes, les enfants peuvent présenter de grandes mains, des ongles de pied dysplasiques, une absence de transpiration et une fossette sacrée. Ils sont relativement insensibles à la douleur, ont des mouvements masticatoires incessants, associés au bruxisme nocturne.

- Le périmètre crânien est conservé chez ces enfants.

- La croissance est accélérée surtout pour la taille faisant de ces enfants des sujets minces.

## Diagnostic

### Génétique
Le diagnostic est confirmé par la mise en évidence d’une délétion du locus 13.3 situé sur le chromosome 22. Le caryotype standard ne mettant pas en évidence les microdélétions, il est important de préciser les zones de délétion à rechercher pour le généticien. L'hybridation in situ fluorescente est souvent nécessaire pour confirmer la présence de cette délétion.
- 75 % des personnes atteintes ont une délétion terminale ou interstitielle.

- Le reste des sujets atteints ont une translocation déséquilibrée ou d’autres mutations.

## Diagnostic différentiel
- Chromosome 22 en anneau
- Syndrome de Prader-Willi
- Syndrome de Williams
- Syndrome d'Angelman
- Syndrome de Smith-Magenis

## Prise en charge
Les patients touchés par ce syndrome sont très peu pris en charge. La plupart des patients sont souvent mal diagnostiqués et les prises en charge sont donc souvent mauvaises et ne conviennent pas à ce syndrome.[réf. nécessaire]

## Conseil génétique

### Mode transmission
Le plus souvent résultat d’une mutation de novo parfois héritage d'une translocation.

### Famille d’un patient
- Le chromosome en cause est souvent le chromosome paternel.

## Sources
- (en) Online Mendelian Inheritance in Man, OMIM (TM). Johns Hopkins University, Baltimore, MD. MIM Number: 606230
- (en) GeneTests: Medical Genetics Information Resource (database online). Copyright, University of Washington, Seattle. 1993-2005